# Dampierre-en-Burly
Dampierre-en-Burly este o comună franceză situată în departamentul Loiret, în regiunea Centre-Val de Loire.

## Geografie

### Localizare
Comuna Dampierre-en-Burly se află în partea de sud-est a departamentului Loiret, în regiunea agricolă Orléanais. În linie dreaptă, este situată la 48,3 km de Orléans, reședința departamentului, și la 3,0 km de Ouzouer-sur-Loire, fosta reședință a cantonului de care aparținea comuna înainte de martie 2015.

### Comune limitrofe
| Ouzouer-sur-Loire                        | Montereau                    | Les Choux Langesse Le Moulinet-sur-Solin |
| Ouzouer-sur-Loire                        |                              | Nevoy Les Choux                          |
| Saint-Aignan-le-Jaillard Lion-en-Sullias | Lion-en-Sullias Saint-Gondon | Saint-Gondon Nevoy                       |

### Geologie și relief

#### Geologie
Comuna se află în sudul Bazinului Parisian, cel mai mare dintre cele trei bazine sedimentare franceze. Această vastă depresiune, ocupată în trecut de mări puțin adânci și lacuri, a fost umplută, pe măsură ce fundamentul său s-a prăbușit treptat, cu nisipuri și argile provenite din eroziunea reliefului înconjurător, precum și cu calcare de origine biologică, formând astfel o succesiune de straturi geologice.
Straturile aflorante de pe teritoriul comunei sunt alcătuite din formațiuni superficiale din Cuaternar și roci sedimentare datând din Neozoic, cea mai recentă eră geologică pe scara timpilor geologici, începută acum 66 de milioane de ani. Cea mai veche formațiune este constituită din marne și calcare din Orléanais, datând din Miocenul perioadei Neogene. Cea mai recentă formațiune este reprezentată de depozite antropice din Holocenul perioadei Cuaternare. Descrierea acestor straturi este detaliată în fișele „n°399 - Châteauneuf-sur-Loire” și „n°400 - Châtillon-Coligny” ale hărții geologice la scara 1/50 000 a departamentului Loiret, precum și în notele explicative asociate acestora.

#### Relief
Suprafața cadastrală a comunei, publicată de INSEE și utilizată ca referință în toate statisticile, este de 47,44 km². În schimb, suprafața geografică este de 48,29 km².
Relieful este relativ plat, deoarece diferența maximă de nivel atinge 44 metri. Altitudinea teritoriului variază între 117 m și 161 m.

### Hidrografie
Loara marchează limita sud-vestică a comunei.
Pe teritoriul comunei se află și următoarele iazuri:
- Étang de Corcambon
- Étang du Grand Moulin

### Climă
În 2010, clima comunei era clasificată drept climat oceanic degradat al câmpiilor din Centru și Nord, conform unui studiu al CNRS bazat pe date colectate între 1971 și 2000. În 2020, Météo-France a publicat o tipologie actualizată a climei din Franța metropolitană, conform căreia comuna se află într-o zonă cu climat oceanic alterat și face parte din regiunea climatică Centru și contraforturile nordice ale Masivului Central. Aceasta se caracterizează prin aer uscat vara și un nivel bun de însorire.
Pentru perioada 1971-2000, temperatura anuală medie este de 10,8 °C, cu o amplitudine termică anuală de 15,6 °C. Cumulul anual mediu de precipitații este de 733 mm, cu 11,2 zile de precipitații în ianuarie și 7,4 zile în iulie. Pentru perioada 1991-2020, temperatura medie anuală observată la stația meteorologică Météo-France cea mai apropiată, situată în comuna Villemurlin la 16 km distanță în linie dreaptă, este de 11,6 °C, iar cantitatea medie anuală de precipitații este de 691,2 mm.
Pentru viitor, parametrii climatici estimati pentru comună, pentru anul 2050, conform diferitelor scenarii de emisii de gaze cu efect de seră, pot fi consultati pe un site dedicat publicat de Météo-France în noiembrie 2022.

### Medii naturale și biodiversitate

#### Zone Natura 2000
Rețeaua Natura 2000 este o rețea ecologică europeană de situri naturale de interes ecologic, creată pe baza Directivelor „Habitate” și „Păsări”. Această rețea este formată din Zone Speciale de Conservare (ZSC) și Zone de Protecție Specială (ZPS).
În cadrul acestor zone, statele membre se angajează să mențină într-o stare favorabilă de conservare tipurile de habitate și speciile vizate, prin măsuri de reglementare, administrative sau contractuale. Scopul este de a promova o gestionare adecvată a habitatelor, ținând cont de cerințele economice, sociale și culturale, precum și de particularitățile regionale și locale ale fiecărui stat membru. Activitățile umane nu sunt interzise, atâta timp cât acestea nu afectează semnificativ starea favorabilă de conservare a habitatelor și speciilor vizate.
Pe teritoriul comunei Coudroy sunt desemnate patru situri Natura 2000.

##### Situri de importanță comunitară (Directiva „Habitate”)
| Număr     | Tip | Nume                                              | Hotărâre                       | Document de obiective    | Localizare                                                                             |
| --------- | --- | ------------------------------------------------- | ------------------------------ | ------------------------ | -------------------------------------------------------------------------------------- |
| FR2400524 | SIC | Pădurea Orléans și periferia                      | Hotărârea din 20 august 2014.  | Validat la 10 iunie 2005 | Un nucleu este situat în partea de nord a comunei, la limita cu Le Moulinet-sur-Solin. |
| FR2400528 | SIC | Valea Loarei de la Tavers la Belleville-sur-Loire | Hotărârea din 13 aprilie 2007. | Validat la 10 iunie 2005 | Marginea sudică a comunei.                                                             |

Situl „Pădurea Orléans și zona periferică”, cu o suprafață totală de 2 226,40 ha, este fragmentat în 38 de unități. Acestea, de dimensiuni variabile (între 0,9 și 347 ha), sunt dispersate în cele trei masive forestiere și zonele lor periferice. În timpul realizării documentului de obiective, pe baza inventarelor de teren, s-a constatat absența habitatelor sau a speciilor de interes comunitar în anumite unități, ceea ce a dus la propunerea eliminării acestora (13 unități afectate, cu o suprafață totală de 207,90 ha). Interesul sitului constă în calitatea zonelor umede (iazuri, turbării, mlaștini, bălți), precum și în bogăția floristică, cu o valoare ridicată pentru briofite, licheni și ciuperci. Pe acest teritoriu au fost identificate 17 habitate naturale de interes comunitar, iar fauna este de asemenea remarcabilă, în special datorită prezenței păsărilor, liliecilor, amfibienilor și insectelor. Situația actuală de gestionare face ca situl să fie puțin vulnerabil, întrucât este format din parcele de pădure domanială, a căror administrare nu impune constrângeri majore pentru speciile prezente. Anumite specii, precum vulturul pescar, sunt monitorizate îndeaproape. Alte specii, cum ar fi bombina cu burtă galbenă, acvila de câmp și sfrânciocul roșiatic, ar necesita o supraveghere mai atentă.
Situl „Valea Loarei de la Tavers la Belleville-sur-Loire”, cu o suprafață de 7 120 ha, se întinde pe teritoriul a 51 de comune. Delimitarea acestui sit Natura 2000 este foarte apropiată de cea corespondentă Directivei Păsări. Interesul major al sitului constă în habitatele Loarei legate de dinamica fluviului, care adăpostesc numeroase specii enumerate în anexa II a Directivei Habitate

##### Zone de protecție specială (Directiva „Păsări”)
| Număr     | Tip | Nume                    | Ordin                          | Document de obiective    | Localizare                   |
| --------- | --- | ----------------------- | ------------------------------ | ------------------------ | ---------------------------- |
| FR2410018 | ZPS | Pădurea Orléans         | Ordinul din 23 decembrie 2003. | Validat la 10 iunie 2005 | În partea de nord a comunei. |
| FR2410017 | ZPS | Valea Loarei din Loiret | Ordinul din 4 mai 2007.        |                          | Marginea sudică a comunei.   |

Situl „Pădurea Orléans” se întinde din nord-estul aglomerației orléaneze până la porțile orașului Gien, urmând un arc de cerc de aproximativ 60 de kilometri lungime și având o lățime variabilă între aproximativ 2 și 15 km. Acest ansamblu forestier aproape continuu este în mare parte domenial. Pădurea domenială este formată din trei masive distincte, de la vest la est: masivele Orléans, Ingrannes și Lorris (considerat în mod obișnuit ca fiind împărțit în două submasive: Lorris-Châteauneuf și Lorris-les Bordes), în jurul cărora se află și alte suprafețe forestiere. Suprafața totală a celor trei masive domeniale este de 34.500 de hectare.
Având o suprafață totală de 32.177 ha, situl este alcătuit din două mari entități care acoperă aproape integral masivele forestiere domeniale din Ingrannes și Lorris. Aceste două entități includ și alte parcele forestiere, precum și lacuri aflate la periferie, alături de vasta „poiană” Sully-la-Chapelle, Ingrannes și Seichebrières, situată în cadrul masivului Ingrannes.
Acest sit prezintă un mare interes ornitologic, fiind un habitat important pentru cuibăritul mai multor specii de păsări, printre care uliganul pescar (Pandion haliaetus), acvila de munte (Hieraaetus pennatus), șerparul (Circaetus gallicus), viesparul (Pernis apivorus), eretele vânăt (Circus cyaneus), caprimulgul european (Caprimulgus europaeus), ciocănitoarea neagră (Dryocopus martius), sură (Dendrocoptes medius) și verde-cenușie (Picus canus), Ciocârlia de pădure (Lullula arborea) și silvia de tufiș (Sylvia undata).
De asemenea, lacurile constituie locuri importante de popas pentru diferite specii de păsări migratoare.
Situl „Valea Loarei din Loiret” se întinde pe 7.684 ha și include valea Loarei în departamentul Loiret. Această Zonă de Protecție Specială (ZPS) continuă atât în amonte, cât și în aval, pe departamentele vecine. Importanța majoră a sitului constă în habitatele și speciile liguriene legate de dinamica fluviului. Aceste habitate găzduiesc numeroase specii menționate în Anexa I a Directivei Păsări.
Situl se remarcă prin prezența coloniilor de cuibărit ale chirei cu obraji albi (Sterna albifrons), chirei de râu (Sterna hirundo) și pescărușului cu cap negru (Ichthyaetus melanocephalus). De asemenea, aici se găsesc zone de pescuit pentru vulturul pescar (Pandion haliaetus).
Situl este, totodată, un loc de reproducere pentru stârcul de noapte (Nycticorax nycticorax), egreta mică (Egretta garzetta), viesparul (Pernis apivorus), gaia neagră (Milvus migrans), cristeiul de câmp (Burhinus oedicnemus), pescărașul albastru (Alcedo atthis), ciocănitoarea neagră (Dryocopus martius) și sfrânciocul roșiatic (Lanius collurio).

#### Zone naturale de interes ecologic, faunistic și floristic

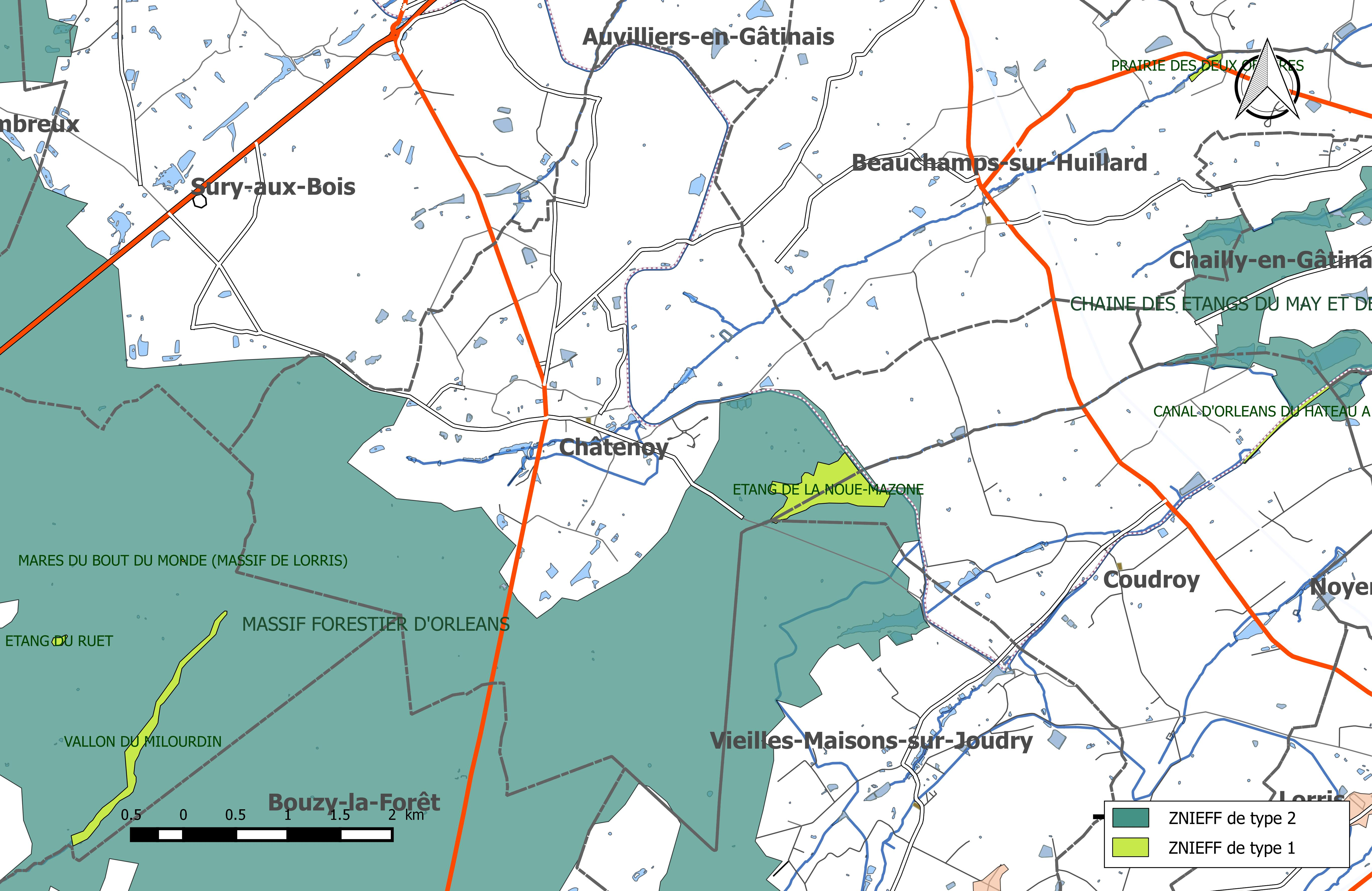
Hartă a zonelor ZNIEFF din comună și împrejurimile sale.

Diferite zone de identificare a bogăției patrimoniale naturale sunt prezente pe teritoriul comunei Dampierre-en-Burly. Aceste perimetre se intersectează sau se suprapun, în special în raport cu siturile Natura 2000, subliniind astfel interesul biologic, ecologic sau peisagistic al zonelor vizate.
Inventarul zonelor naturale de interes ecologic, faunistic și floristic (ZNIEFF) are ca obiectiv acoperirea ariilor cele mai valoroase din punct de vedere ecologic, în principal pentru a îmbunătăți cunoașterea patrimoniului natural național și pentru a oferi factorilor de decizie un instrument de sprijin în integrarea considerentelor de mediu în amenajarea teritoriului.
Teritoriul comunei Dampierre-en-Burly include șase zone ZNIEFF.
| Denumire                               | Tip   | Suprafață      | Descriere |
| -------------------------------------- | ----- | -------------- | --- |
| „Aulnaie-frênaie du fossé du moulin”   | tip 1 | 9 hectare      | Zona se întinde pe 2 comune, Nevoy și Dampierre-en-Burly. Altitudinea variază între 120 și 130 m. Este o pădure de anini și frasini situată pe fundul unei văi, adăpostind o populație importantă de osmundă regală (Osmunda regalis). Interesul zonei provine mai mult din habitat decât din specii, acest tip de mediu fiind rar în Loiret. Valeriana dioică (Valeriana dioica), frecventă în unele sectoare ale regiunii, dar foarte rară în Loiret, este prezentă pe sit. |
| „Étang de Courcambon”                  | tip 1 | 506 hectare    | Zona se întinde pe 3 comune: Dampierre-en-Burly, Montereau și Le Moulinet-sur-Solin. Étang de Courcambon se află aproape de extremitatea estică a masivului Lorris, în Pădurea domanială Orléans. Acest lac privat este situat la aproximativ 3 km nord de Dampierre-en-Burly, la o altitudine între 135 și 150 m. Situl adăpostește aproximativ zece specii vegetale importante, dintre care două protejate. Lacul și împrejurimile sale sunt loc de reproducere pentru mai multe perechi de șorecari de apă (Pandion haliaetus) și este singurul loc din Loiret unde acvila de mare cu coadă albă (Haliaeetus albicilla) iernează în mod regulat. |
| „Étang de Molandon”                    | tip 1 | 35 hectare     | Situată la marginea sud-estică a Pădurii domaniale Orléans, pe teritoriul comunei Dampierre-en-Burly, această zonă se întinde pe aproximativ 1,5 km într-o vale cu pante relativ abrupte, între limita pădurii și drumul RD 56. Altitudinea variază între 140 și 150 m. Lacul este frecventat de un număr important de libelule, printre care două specii rare în regiune: cordulia cu două pete (Epitheca bimaculata) și cordulia metalică (Somatochlora metallica). |
| „Loire între l'Ormette și La Naudière” | tip 1 | 586,89 hectare | Zona acoperă șase comune, la o altitudine între 115 și 120 m. De peste 30 de ani, insulele Cuissy sunt un loc important pentru observarea păsărilor migratoare limicole. Este și sectorul Loarei cel mai frecventat de șorecarii de apă. Acest sector este important și pentru balbuzii migratori, care găsesc aici hrană ușor accesibilă datorită bancurilor de nisip și curenților. La amonte, pădurea Ormette găzduiește o colonie de stârci care adăpostește o populație semnificativă de egrete mici (Egretta garzetta) din anii 1990. Este, de asemenea, una dintre puținele zone din Loara mijlocie unde se reproduc în mod regulat șoimul dunărean, privighetoarea de stuf și sfrânciocul roșiatic. Sectorul este locuit și de mai multe familii de castori europeni. |
| „Masivul forestier Orléans”            | tip 2 | 36.086 hectare | Zona se întinde pe 37 de comune, inclusiv Dampierre-en-Burly, și se suprapune cu zona Natura 2000 cu același nume. Altitudinea variază între 126 și 174 m. Pădurea Orléans se află pe terenuri comparabile cu cele din Sologne (Burdigalien), extinzându-se pe versanții Beauce. Vegetația este predominant acidofilă, cu sectoare uscate și altele foarte umede. Interesul său depășește contururile domeniului forestier și se extinde și la marginile și enclavele private care îl completează. |
| „Loara orléaneză”                      | tip 2 | 35 hectare     | Zona se întinde pe 37 de comune, inclusiv Dampierre-en-Burly, și se suprapune cu zona Natura 2000 de nume similar. Aceasta corespunde meandrelor nordice ale fluviului. Altitudinea variază între 80 și 135 m. Se caracterizează printr-un curs minor ocupat de insule și bancuri de nisip. Aceste habitate temporare sunt influențate de variațiile anuale ale nivelului apei. Este practic singura secțiune a fluviului care prezintă meandre. Pe terasele joase, se observă unele formațiuni de nisip-calcar. |

#### Cadru de viață
Comuna Dampierre-en-Burly deține labelul „Ville Fleurie”, fiind distinsă cu două flori de către Consiliul Național al Orașelor și Satelor Înfloțite din Franța, în cadrul concursului „Villes et Villages Fleuris”.

## Urbanism

### Tipologie
La 1 ianuarie 2024, Dampierre-en-Burly este clasificată drept comună rurală cu habitat dispersat, conform noii grile comunale de densitate cu șapte niveluri, definită de INSEE (Institutul Național de Statistică și Studii Economice) în 2022. Comuna este situată în afara unei unități urbane. De asemenea, comuna face parte din zona metropolitană a orașului Gien, unde este o comună din coroana acestuia. Această zonă, care include 29 de comune, este clasificată în categoria zonelor cu mai puțin de 50.000 de locuitori.

### Utilizarea terenului
Ocuparea terenurilor în comuna Dampierre-en-Burly, așa cum reiese din baza de date europeană privind ocuparea biogeofizică a solurilor Corine Land Cover (CLC), este marcată de importanța pădurilor și a mediilor semi-naturale (61,4 % în 2018), în creștere față de 1990 (59,2 %). Repartizarea detaliată în 2018 este următoarea : păduri (57,7 %), pășuni (10,9 %), terenuri arabile (10,8 %), zone agricole eterogene (9 %), ape continentale (4,1 %), habitate cu vegetație arbustivă și/sau ierboasă (3,7 %), zone industriale, comerciale și rețele de transport (2 %), zone urbanizate (1,8 %). Evoluția ocupării terenurilor în comună și a infrastructurilor sale poate fi observată pe diferitele reprezentări cartografice ale teritoriului: harta Cassini (secolul XVIII), harta de stat-major (1820-1866) și hărțile sau fotografiile aeriene ale IGN pentru perioada actuală (1950 până în prezent).

## Istorie
În 1430, Antoine de Cugnac primește de la soția sa, Jeanne Le Brun, doamnă de Palaiseau și de Dampierre, senioria de Dampierre.
Philibert Boutillat a fost, prin scrisori regale ale lui Ludovic al XI-lea, datate la Dampierre-en-Burly pe 10 noiembrie 1473, succesorul lui Jean Bourré, care „deținea și poseda” provizoriu funcția de trezorier general al Franței.
În decembrie 1509, această seniorie a fost ridicată la rang de castelanie, iar în 1598 a devenit baronie (pentru François II de Cugnac, care l-a urmat pe Henric al IV-lea în toate expedițiile sale; de asemenea, senior de Boucard). În 1616, baronia a fost ridicată la rang de marchizat. Antoine IV de Cugnac (1590-1666), marchiz de Dampierre din 1618, și-a văzut domeniul Dampierre confiscat, fiind apoi adjudecat în 1628 de Jean-Jacques Delu, care l-a revândut în 1645 lui Louis Picard. Claude Feydeau, senior de Marville, tatăl lui Claude-Henry, a primit domeniul Dampierre prin donație de la domnul Picard.

## Populația și societatea

### Date demografice
Evoluția numărului de locuitori este cunoscută prin recensămintele populației efectuate în comună începând din 1793. Pentru comunele cu mai puțin de 10 000 de locuitori, un recensământ al întregii populații este realizat la fiecare cinci ani, populațiile legale pentru anii intermediari fiind estimate prin interpolare sau extrapolare.
În 2022, comuna număra 1 454 locuitori, în scădere cu -2,42 % față de 2016 (Loiret: +1,89 %, Franța fără Mayotte: +2,11 %).
| An        | 1793 | 1821 | 1841 | 1851 | 1876  | 1886  | 1901  | 1921 | 1936 | 1962 | 1982 | 2006  | 2014  | 2022  |
| --------- | ---- | ---- | ---- | ---- | ----- | ----- | ----- | ---- | ---- | ---- | ---- | ----- | ----- | ----- |
| Populație | 843  | 847  | 924  | 905  | 1 083 | 1 060 | 1 018 | 823  | 755  | 598  | 909  | 1 165 | 1 368 | 1 454 |

## Cultură locală și patrimoniu

### Locuri și monumente
- Castelul Dampierre, construit în secolul al XVII-lea, a aparținut în special familiei Feydeau în secolul al XVIII-lea. Renovată în secolul al XIX-lea, clădirea a fost înscrisă ca monument istoric la 6 martie 1928[57].
- Biserica Saint-Pierre, datând din secolul al XIX-lea;
- Castelul Marchais-Creux, datând din secolul al XIX-lea;
- Crucea simbolizând limitele episcopiilor Orléans, Sens și Auxerre.